# 7a etapa del Tour de França de 2020
La 7a etapa del Tour de França del 2020, es va disputar el divendres 4 de setembre, entre Millau i La Vaur, sobre una distància de 168 quilòmetres.

## Recorregut
La primera part de l'etapa era de mitja muntanya, amb 3 ports puntuables, dos de tercera categoria i un de quarta categoria, mentre que els darrers 50 quilòmetres eren gairebé totalment plans. Ja al quilòmetre 9 es trobava el primer port puntuable, la Côte de Luzençon (3,1 km al 6,1%) de tercera categoria. Poc abans del segon port puntuable, estava situat l'esprint intermedi, a Sent Sarnin de Rance al quilòmetre 58. El següent port puntuable, el Col de Peyronnec (14,5 km al 3,9%), també de tercera categoria, estava situat al quilòmetre 73,5, metre que la tercera i última ascensió del dia era la Côte de Paulhe (1,1km al 7%), de quarta categoria, situada al quilòmetre 97,5. Després d'un 27 quilòmetres de terreny descendent, els corredors havien d'afrontar els darrers quilòmetres, gairebé completament plans, fins a arribar a la línia de meta situada a La Vaur.

## Desenvolupament de l'etapa
Ja des de l'inici, l'equip Bora-Hansgrohe imposa un fort ritme al capdavant amb la intenció de deixar enrere alguns dels esprinters que li disputen a Peter Sagan el mallot verd. Fruit d'aquest treball el gran grup es va trencar i es van format altres grups. En un segon grup per darrere del grup dels favorits, es trobaven alguns dels millors esprinters com Sam Bennett, portador del mallot verd i principal rival de Sagan, i Niccolo Bonifazio, així com Daniel Martinez. En un tercer grup, encara més endarrerit, es troben las resta d'esprinters: Caleb Ewan, el campió d'Europa Cees Bol, Alexander Kristoff i Elia Viviani. El primer en coronar el primer port puntuable va ser Benoît Cosnefroy, líder de la classificació de la muntanya, que posteriorment es va deixar caure fins al segon grup, seguit de Gregor Mühlberger. A l'esprint intermedi, situat al quilòmetre 58, s'imposa Matteo Trentin per davant de Peter Sagan, que es converteix virtualment en nou líder de la classificació per punts, i Bryan Coquard (B&B Vital Concept).
A 95 quilòmetres de meta, Thomas De Gendt ataca, just abans del cim del coll de Peyronnenc, el segon port puntuable del dia. El belga es atrapat pel grup dels favorits a 35 km de la línia d'arribada. Aprofitant el fort vent que es troben els ciclistes en els darrers 30 quilòmetres, l'equip Ineos imposa un fort ritme, secundat pel Jumbo-Visma i el Mitchelton-Scott, que acaba fraccionant el grup capdavanter en tres grups, fet que deixa enrere alguns dels favorits. En el segon grup queden tallats Tadej Pogacar, el líder de la classificació dels joves, Mikel Landa, Bauke Mollema i MatteoTrentin, mentre que Richie Porte es troba en el tercer grup, que finalment atrapa al segon grup. Richard Carapaz, víctima d'una punxada, va perdre el seu lloc dins del grup capdavanter i es atrapat pel segon grup en els darrers 10 quilòmetres.
Finalment, la victòria es va disputar a l'esprint, en el qual es va imposar Wout Van Aert, per davant de Edvald Boasson Hagen i Bryan Coquard. El segon grup finalment va cedir 1 minut i 21 segons, mentre que els ciclistes que havien quedat enrere a l'inici de l'etapa van acabar aproximadament a un quart d'hora del grup capdavanter. Víctima d'un problema mecànic al sprint, Peter Sagan es va haver de conformar amb el 13è lloc de l'etapa, fet que no li va impedir recuperar el mallot verd. Pel que fa a la classificació general, Adam Yates es mantenia com a líder, amb 3 segons d'avantatge sobre Primož Roglič, 9 segons sobre Guillaume Martin, 13 segons sobre el nou mallot blanc Egan Bernal i sis corredors més, 22 segons sobre Emanuel Buchmann, 1 minut i 28 segons sobre Tadej Pogačar i 1 minut i 34 segons sobre Bauke Mollema, Mikel Landa i Richie Porte.

## Resultats de l'etapa

### Classificació de l'etapa[3]
| \| Classificació de l'etapa \| Classificació de l'etapa \| Classificació de l'etapa \| Classificació de l'etapa \| Classificació de l'etapa \| \| Corredor \| Corredor \| Equip \| Temps \| \| \| ------------------------ \| --------------------------- \| -------------------------------- \| ------------------------ \| ------------------------ \| \| 1r \| Wout van Aert \| Jumbo-Visma \| 3h 32' 03" \| \| \| 2n \| Edvald Boasson Hagen \| NTT Pro Cycling \| + 0" \| \| \| 3r \| Bryan Coquard \| B&B Hotels-Vital Concept p/b KTM \| + 0" \| \| \| 4t \| Christophe Laporte \| Cofidis \| + 0" \| \| \| 5è \| Jasper Stuyven \| Trek-Segafredo \| + 0" \| \| \| 6è \| Clément Venturini \| AG2R La Mondiale \| + 0" \| \| \| 7è \| Hugo Hofstetter \| Israel Start-Up Nation \| + 0" \| \| \| 8è \| Egan Bernal Gómez \| Ineos Grenadiers \| + 0" \| \| \| 9è \| Adam Yates \| Mitchelton-Scott \| + 0" \| \| \| 10è \| Alejandro Valverde Belmonte \| Movistar Team \| + 0" \| \| |                             |                                  |            |
| |                             |                                  |            |
| Font: ProCyclingStats |                             |                                  |            |
| Classificació de l'etapa |                             |                                  |            |
| Corredor | Corredor                    | Equip                            | Temps      |
| 1r | Wout van Aert               | Jumbo-Visma                      | 3h 32' 03" |
| 2n | Edvald Boasson Hagen        | NTT Pro Cycling                  | + 0"       |
| 3r | Bryan Coquard               | B&B Hotels-Vital Concept p/b KTM | + 0"       |
| 4t | Christophe Laporte          | Cofidis                          | + 0"       |
| 5è | Jasper Stuyven              | Trek-Segafredo                   | + 0"       |
| 6è | Clément Venturini           | AG2R La Mondiale                 | + 0"       |
| 7è | Hugo Hofstetter             | Israel Start-Up Nation           | + 0"       |
| 8è | Egan Bernal Gómez           | Ineos Grenadiers                 | + 0"       |
| 9è | Adam Yates                  | Mitchelton-Scott                 | + 0"       |
| 10è | Alejandro Valverde Belmonte | Movistar Team                    | + 0"       |

### Punts obtinguts
|    | Ciclista              | Pais       | Equip                            | Punts |
| -- | --------------------- | ---------- | -------------------------------- | ----- |
| 1  | Matteo Trentin        | Itàlia     | CCC Team                         | 20    |
| 2  | Peter Sagan           | Eslovàquia | Bora-Hansgrohe                   | 17    |
| 3  | Bryan Coquard         | França     | B&B Hotels-Vital Concept p/b KTM | 15    |
| 4  | Julian Alaphilippe    | França     | Deceuninck-Quick Step            | 13    |
| 5  | Maximilian Schachmann | Alemanya   | Bora-Hansgrohe                   | 11    |
| 6  | Felix Großschartner   | Àustria    | Bora-Hansgrohe                   | 10    |
| 7  | Daniel Oss            | Itàlia     | Bora-Hansgrohe                   | 9     |
| 8  | Greg Van Avermaet     | Bèlgica    | CCC Team                         | 8     |
| 9  | Gregor Mühlberger     | Àustria    | Bora-Hansgrohe                   | 7     |
| 10 | Wout Van Aert         | Bèlgica    | Jumbo-Visma                      | 6     |
| 11 | Nélson Oliveira       | Portugal   | Movistar                         | 5     |
| 12 | Lennard Kämna         | Alemanya   | Bora-Hansgrohe                   | 4     |
| 13 | Primož Roglič         | Eslovènia  | Jumbo-Visma                      | 3     |
| 14 | Jasper Stuyven        | Bèlgica    | Trek-Segafredo                   | 2     |
| 15 | Dries Devenyns        | Bèlgica    | Deceuninck-Quick Step            | 1     |

|    | Ciclista             | Pais       | Equip                            | Punts |
| -- | -------------------- | ---------- | -------------------------------- | ----- |
| 1  | Wout Van Aert        | Bèlgica    | Jumbo-Visma                      | 50    |
| 2  | Edvald Boasson Hagen | Noruega    | NTT Pro Cycling                  | 30    |
| 3  | Bryan Coquard        | França     | B&B Hotels-Vital Concept p/b KTM | 20    |
| 4  | Christophe Laporte   | França     | Cofidis                          | 18    |
| 5  | Jasper Stuyven       | Bèlgica    | Trek-Segafredo                   | 16    |
| 6  | Clément Venturini    | França     | AG2R La Mondiale                 | 14    |
| 7  | Hugo Hofstetter      | França     | Israel Start-Up Nation           | 12    |
| 8  | Egan Bernal          | Colòmbia   | Ineos Grenadiers                 | 10    |
| 9  | Adam Yates           | Anglaterra | Mitchelton-Scott                 | 8     |
| 10 | Alejandro Valverde   | Espanya    | Movistar Team                    | 7     |
| 11 | Hugo Houle           | Canadà     | Astana Pro Team                  | 6     |
| 12 | Julian Alaphilippe   | França     | Deceuninck-Quick Step            | 5     |
| 13 | Peter Sagan          | Eslovàquia | Bora-Hansgrohe                   | 4     |
| 14 | Warren Barguil       | França     | Arkéa-Samsic                     | 3     |
| 15 | Mikaël Cherel        | França     | AG2R La Mondiale                 | 2     |

### Bonificacions
|   | Ciclista             | País    | Equip                            | Segons |
| - | -------------------- | ------- | -------------------------------- | ------ |
| 1 | Wout Van Aert        | Bèlgica | Jumbo-Visma                      | 10     |
| 2 | Edvald Boasson Hagen | Noruega | NTT Pro Cycling                  | 6      |
| 3 | Bryan Coquard        | França  | B&B Hotels-Vital Concept p/b KTM | 4      |

### Ports puntuables
|   | Ciclista          | País    | Equip            | Punts |
| - | ----------------- | ------- | ---------------- | ----- |
| 1 | Benoît Cosnefroy  | França  | AG2R La Mondiale | 2     |
| 2 | Gregor Mühlberger | Àustria | Bora-Hansgrohe   | 1     |

|   | Ciclista        | País    | Equip                            | Punts |
| - | --------------- | ------- | -------------------------------- | ----- |
| 1 | Thomas De Gendt | Bèlgica | Lotto-Soudal                     | 2     |
| 2 | Quentin Pacher  | França  | B&B Hotels-Vital Concept p/b KTM | 1     |

|   | Ciclista        | País    | Equip        | Punts |
| - | --------------- | ------- | ------------ | ----- |
| 1 | Thomas De Gendt | Bèlgica | Lotto-Soudal | 1     |

### Premi de la combativitat
- Daniel Oss (Bora-Hansgrohe)

## Classificacions al final de l'etapa

### Classificació general[3]
| \| Classificació general \| Classificació general \| Classificació general \| Classificació general \| Classificació general \| \| Corredor \| Corredor \| Equip \| Temps \| \| \| --------------------- \| ------------------------- \| --------------------- \| --------------------- \| --------------------- \| \| 1r \| Adam Yates \| Mitchelton-Scott \| 27h 03' 57" \| \| \| 2n \| Primož Roglič \| Jumbo-Visma \| + 3" \| \| \| 3r \| Tadej Pogačar \| UAE Team Emirates \| + 7" \| \| \| 4t \| Guillaume Martin \| Cofidis \| + 9" \| \| \| 5è \| Egan Bernal Gómez \| Ineos Grenadiers \| + 13" \| \| \| 6è \| Tom Dumoulin \| Jumbo-Visma \| + 13" \| \| \| 7è \| Esteban Chaves Rubio \| Mitchelton-Scott \| + 13" \| \| \| 8è \| Nairo Quintana Rojas \| Arkéa-Samsic \| + 13" \| \| \| 9è \| Romain Bardet \| AG2R La Mondiale \| + 13" \| \| \| 10è \| Miguel Ángel López Moreno \| Astana \| + 13" \| \| |                           |                   |             |
| |                           |                   |             |
| Font: ProCyclingStats |                           |                   |             |
| Classificació general |                           |                   |             |
| Corredor | Corredor                  | Equip             | Temps       |
| 1r | Adam Yates                | Mitchelton-Scott  | 27h 03' 57" |
| 2n | Primož Roglič             | Jumbo-Visma       | + 3"        |
| 3r | Tadej Pogačar             | UAE Team Emirates | + 7"        |
| 4t | Guillaume Martin          | Cofidis           | + 9"        |
| 5è | Egan Bernal Gómez         | Ineos Grenadiers  | + 13"       |
| 6è | Tom Dumoulin              | Jumbo-Visma       | + 13"       |
| 7è | Esteban Chaves Rubio      | Mitchelton-Scott  | + 13"       |
| 8è | Nairo Quintana Rojas      | Arkéa-Samsic      | + 13"       |
| 9è | Romain Bardet             | AG2R La Mondiale  | + 13"       |
| 10è | Miguel Ángel López Moreno | Astana            | + 13"       |

### Classificació per punts
| Classificació per punts | Classificació per punts | Classificació per punts          | Classificació per punts | Classificació per punts |
| Corredor                | Corredor                | Equip                            | Punts                   |                         |
| ----------------------- | ----------------------- | -------------------------------- | ----------------------- | ----------------------- |
| 1r                      | Peter Sagan             | Bora-Hansgrohe                   | 138 pts                 |                         |
| 2n                      | Sam Bennett             | Deceuninck-Quick Step            | 129 pts                 |                         |
| 3r                      | Wout van Aert           | Jumbo-Visma                      | 106 pts                 |                         |
| 4t                      | Bryan Coquard           | B&B Hotels-Vital Concept p/b KTM | 105 pts                 |                         |
| 5è                      | Alexander Kristoff      | UAE Team Emirates                | 93 pts                  |                         |
| 6è                      | Matteo Trentin          | CCC Team                         | 91 pts                  |                         |
| 7è                      | Julian Alaphilippe      | Deceuninck-Quick Step            | 82 pts                  |                         |
| 8è                      | Caleb Ewan              | Lotto-Soudal                     | 75 pts                  |                         |
| 9è                      | Greg Van Avermaet       | CCC Team                         | 64 pts                  |                         |
| 10è                     | Cees Bol                | Team Sunweb                      | 62 pts                  |                         |

### Classificació de la muntanya
| Classificació de la muntanya | Classificació de la muntanya | Classificació de la muntanya     | Classificació de la muntanya | Classificació de la muntanya |
| Corredor                     | Corredor                     | Equip                            | Punts                        |                              |
| ---------------------------- | ---------------------------- | -------------------------------- | ---------------------------- | ---------------------------- |
| 1r                           | Benoît Cosnefroy             | AG2R La Mondiale                 | 25 pts                       |                              |
| 2n                           | Michael Gogl                 | NTT Pro Cycling                  | 12 pts                       |                              |
| 3r                           | Nicolas Roche                | Team Sunweb                      | 11 pts                       |                              |
| 4t                           | Primož Roglič                | Jumbo-Visma                      | 10 pts                       |                              |
| 5è                           | Aleksei Lutsenko             | Astana                           | 10 pts                       |                              |
| 6è                           | Jesús Herrada López          | Cofidis                          | 9 pts                        |                              |
| 7è                           | Tadej Pogačar                | UAE Team Emirates                | 8 pts                        |                              |
| 8è                           | Quentin Pacher               | B&B Hotels-Vital Concept p/b KTM | 7 pts                        |                              |
| 9è                           | Greg Van Avermaet            | CCC Team                         | 7 pts                        |                              |
| 10è                          | Guillaume Martin             | Cofidis                          | 6 pts                        |                              |

### Classificació del millor jove
| Classificació del millor jove | Classificació del millor jove | Classificació del millor jove | Classificació del millor jove | Classificació del millor jove |
| Corredor                      | Corredor                      | Equip                         | Temps                         |                               |
| ----------------------------- | ----------------------------- | ----------------------------- | ----------------------------- | ----------------------------- |
| 1r                            | Egan Bernal Gómez             | Ineos Grenadiers              | 30h 36' 13"                   |                               |
| 2n                            | Enric Mas Nicolau             | Movistar Team                 | + 9"                          |                               |
| 3r                            | Sergio Higuita García         | EF Pro Cycling                | + 28"                         |                               |
| 4t                            | Tadej Pogačar                 | UAE Team Emirates             | + 1' 15"                      |                               |
| 5è                            | Daniel Martínez Poveda        | EF Pro Cycling                | + 18' 44"                     |                               |
| 6è                            | Valentin Madouas              | Groupama-FDJ                  | + 27' 18"                     |                               |
| 7è                            | Harold Tejada                 | Astana                        | + 30' 14"                     |                               |
| 8è                            | David Gaudu                   | Groupama-FDJ                  | + 34' 39"                     |                               |
| 9è                            | Lennard Kämna                 | Bora-Hansgrohe                | + 36' 19"                     |                               |
| 10è                           | Neilson Powless               | EF Pro Cycling                | + 36' 35"                     |                               |

### Classificació per equips
| Classificació per equips | Classificació per equips | Classificació per equips | Classificació per equips |
| Equip                    | Equip                    | Temps                    |                          |
| ------------------------ | ------------------------ | ------------------------ | ------------------------ |
| 1r                       | EF Pro Cycling           | 91h 48' 46"              |                          |
| 2n                       | Jumbo-Visma              | + 1' 29"                 |                          |
| 3r                       | Astana                   | + 2' 16"                 |                          |
| 4t                       | Movistar Team            | + 2' 50"                 |                          |
| 5è                       | Trek-Segafredo           | + 3' 58"                 |                          |
| 6è                       | Groupama-FDJ             | + 5' 36"                 |                          |
| 7è                       | Bahrain McLaren          | + 6' 43"                 |                          |
| 8è                       | AG2R La Mondiale         | + 7' 14"                 |                          |
| 9è                       | Ineos Grenadiers         | + 7' 59"                 |                          |
| 10è                      | UAE Team Emirates        | + 8' 44"                 |                          |

## Abandons
- Sense cap abandó